# Kabinett Bachelet I

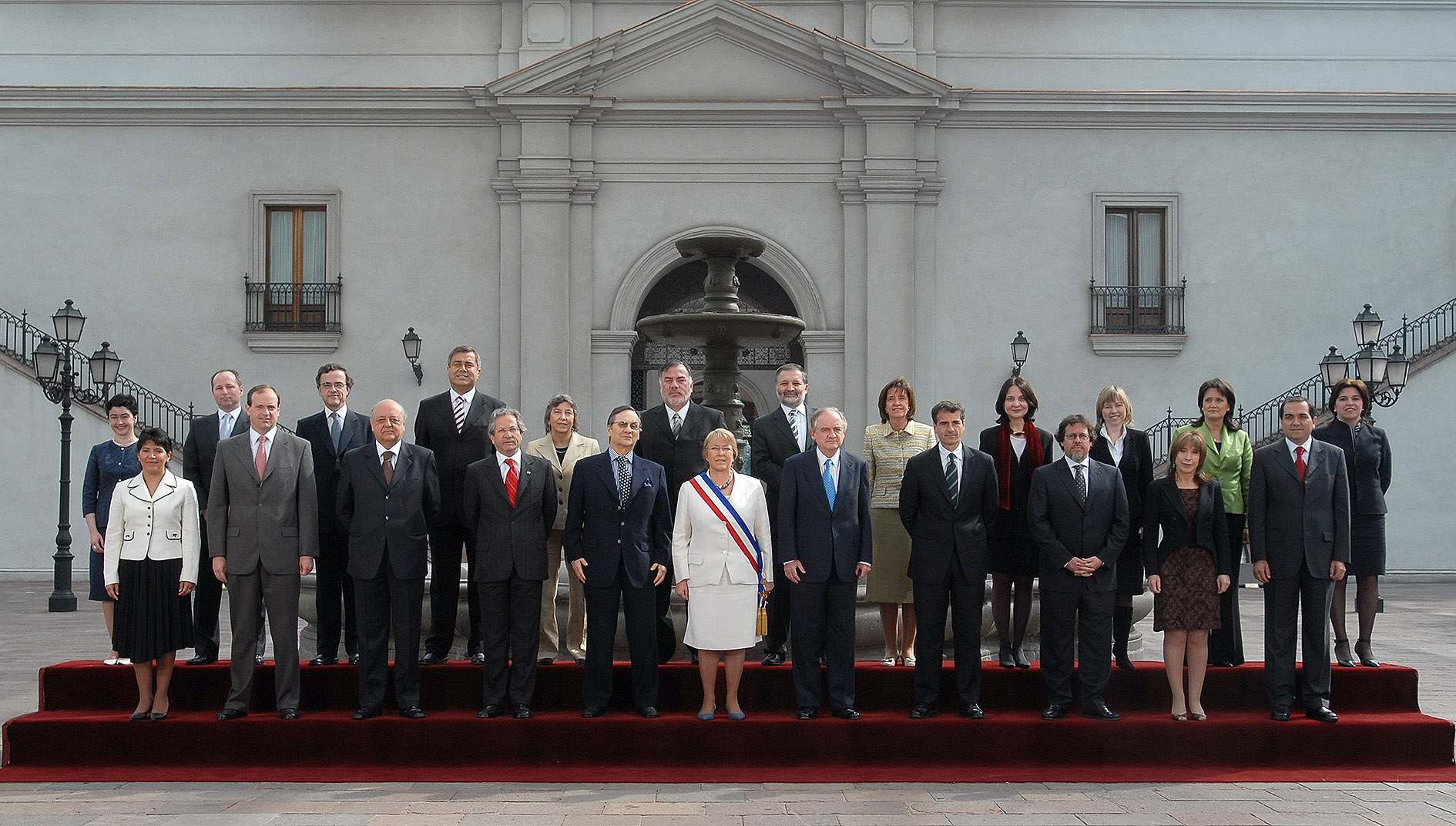
Gruppenbild der Regierung (2007)

Das Kabinett Bachelet I bildete vom 11. März 2006 bis zum 11. März 2010 die Regierung in Chile.

## Kabinettsmitglieder
| Ressort bzw. Amt                                     | Amtsinhaber                     | Amtsinhaber               | Partei    | Amtszeit                          |
| ---------------------------------------------------- | ------------------------------- | ------------------------- | --------- | --------------------------------- |
| Präsidentin                                          |                                 | Michelle Bachelet         | PS        | 11. März 2006 – 11. März 2010     |
| Minister für Inneres                                 |                                 | Andrés Zaldívar           | PDC       | 11. März 2006 – 14. Juli 2006     |
| Minister für Inneres                                 |                                 | Belisario Velasco         | PDC       | 14. Juli 2006 – 3. Januar 2008    |
| Minister für Inneres                                 |                                 | Edmundo Pérez Yoma        | PDC       | 8. Januar 2008 – 11. März 2010    |
| Minister für Auswärtige Beziehungen                  |                                 | Alejandro Foxley          | PDC       | 11. März 2006 – 12. März 2009     |
| Minister für Auswärtige Beziehungen                  |                                 | Mariano Fernández         | PDC       | 13. März 2009 – 11. März 2010     |
| Ministerin/Minister für Nationale Verteidigung       |                                 | Vivianne Blanlot          | PPD       | 11. März 2006 – 26. März 2007     |
| Ministerin/Minister für Nationale Verteidigung       |                                 | José Goñi                 | PPD       | 27. März 2007 – 12. März 2009     |
| Ministerin/Minister für Nationale Verteidigung       |                                 | Francisco Vidal Salinas   | PPD       | 12. März 2009 – 11. März 2010     |
| Minister der Finanzen                                |                                 | Andrés Velasco            | Parteilos | 11. März 2006 – 11. März 2010     |
| Minister und Generalsekretär der Präsidentschaft     |                                 | Paulina Veloso Valenzuela | PS        | 11. März 2006 – 26. März 2007     |
| Minister und Generalsekretär der Präsidentschaft     |                                 | José Antonio Viera-Gallo  | PS        | 26. März 2007 – 11. März 2010     |
| Minister und Generalsekretär der Regierung           |                                 | Ricardo Lagos Weber       | PPD       | 11. März 2006 – 6. Dezember 2007  |
| Minister und Generalsekretär der Regierung           |                                 | Francisco Vidal Salinas   | PPD       | 6. Dezember 2007 – 12. März 2009  |
| Minister und Generalsekretär der Regierung           |                                 | Carolina Tohá             | PPD       | 12. März 2009 – 14. Dezember 2009 |
| Minister und Generalsekretär der Regierung           |                                 | Pilar Armanet             | PPD       | 18. Dezember 2009 – 11. März 2010 |
| Minister für Wirtschaft, Entwicklung und Tourismus   |                                 | Íngrid Antonijevic        | PPD       | 11. März 2006 – 14. Juli 2006     |
| Minister für Wirtschaft, Entwicklung und Tourismus   |                                 | Alejandro Ferreiro        | PDC       | 14. Juli 2006 – 8. Januar 2008    |
| Minister für Wirtschaft, Entwicklung und Tourismus   |                                 | Hugo Lavados              | PDC       | 8. Januar 2008 – 11. März 2010    |
| Ministerin für Planung                               |                                 | Clarisa Hardy             | PS        | 11. März 2006 – 8. Januar 2008    |
| Ministerin für Planung                               |                                 | Paula Quintana            | PS        | 8. Januar 2008 – 11. März 2010    |
| Minister für Bildung                                 |                                 | Martín Zilic              | PDC       | 11. März 2006 – 14. Juli 2006     |
| Minister für Bildung                                 |                                 | Yasna Provoste            | PDC       | 14. Juli 2006 – 16. April 2008    |
| Minister für Bildung                                 |                                 | Mónica Jiménez            | PDC       | 18. April 2008 – 11. März 2010    |
| Minister für Justiz                                  |                                 | Isidro Solís              | PRSD      | 11. März 2006 – 26. März 2007     |
| Minister für Justiz                                  |                                 | Carlos Maldonado Curti    | PRSD      | 26. März 2007 – 11. März 2010     |
| Minister für Arbeit und soziale Sicherheit           |                                 | Osvaldo Andrade           | PS        | 11. März 2006 – 10. Dezember 2008 |
| Minister für Arbeit und soziale Sicherheit           |                                 | Claudia Serrano           | PS        | 15. Dezember 2008 – 11. März 2010 |
| Minister für Öffentliche Arbeiten                    |                                 | Eduardo Bitran            | PPD       | 11. März 2006 – 11. Januar 2008   |
| Minister für Öffentliche Arbeiten                    |                                 | Sergio Bitar              | PPD       | 11. Januar 2008 – 11. März 2010   |
| Minister für Transport und Telekommunikation         |                                 | Sergio Espejo             | PDC       | 11. März 2006 – 27. März 2007     |
| Minister für Transport und Telekommunikation         |                                 | René Cortázar             | PDC       | 27. März 2007 – 11. März 2010     |
| Minister für Gesundheit                              |                                 | María Soledad Barría      | PS        | 11. März 2006 – 28. Oktober 2008  |
| Minister für Gesundheit                              |                                 | Álvaro Erazo              | PS        | 6. November 2008 – 11. März 2010  |
| Ministerin für Wohnen und Stadtplanung               |                                 | Patricia Poblete          | PDC       | 11. März 2006 – 11. März 2010     |
| Ministerin für Nationale Vermögenswerte              |                                 | Romy Schmidt              | PPD       | 11. März 2006 – 6. Januar 2010    |
| Ministerin für Nationale Vermögenswerte              |                                 | Jacqueline Weinstein      | PPD       | 6. Januar 2010 – 11. März 2010    |
| Minister für Landwirtschaft                          |                                 | Álvaro Rojas              | PDC       | 11. März 2006 – 8. Januar 2008    |
| Minister für Landwirtschaft                          |                                 | Marigen Hornkohl          | PDC       | 8. Januar 2008 – 11. März 2010    |
| Minister für Bergbau                                 |                                 | Karen Poniachik           | PPD       | 11. März 2006 – 8. Januar 2008    |
| Minister für Bergbau                                 |                                 | Santiago González Larraín | PRSD      | 8. Januar 2008 – 11. März 2010    |
| Vorsitzende/r der Nationalen Energiekommission       |                                 | Karen Poniachik           |           | 11. März 2006 – 26. März 2007     |
| Vorsitzende/r der Nationalen Energiekommission       |                                 | Marcelo Tokman            | PPD       | 29. März 2007 – 31. Januar 2010   |
| Minister für Energie                                 | 1. Februar 2010 – 11. März 2010 | Marcelo Tokman            | PPD       |                                   |
| Direktorin des Nationalen Frauendienst               |                                 | Laura Albornoz            | PDC       | 11. März 2006 – 19. Oktober 2009  |
| Direktorin des Nationalen Frauendienst               |                                 | Carmen Andrade            | PS        | 20. Oktober 2009 – 11. März 2010  |
| Vorsitzender des Nationalen Rat für Kultur und Kunst |                                 | Paulina Urrutia           | Parteilos | 11. März 2006 – 11. März 2010     |
| Direktor der Nationalen Umweltkommission             |                                 | Ana Lya Uriarte           | PS        | 26. März 2007 – 11. März 2010     |